# Super-răi
Super-răi (în engleză Superbad) este un film american de comedie din 2007 regizat de Greg Mottola și produs de Judd Apatow. Rolurile principale au fost jucate de actorii Jonah Hill, Michael Cera și Christopher Mintz-Plasse.